# Червен групер
Червеният групер (Epinephelus morio) е вид бодлоперка от семейство Serranidae. Видът е почти застрашен от изчезване.

## Разпространение и местообитание
Разпространен е в Ангуила, Антигуа и Барбуда, Аруба, Барбадос, Бахамски острови, Белиз, Бермудски острови, Бонер, Бразилия, Британски Вирджински острови, Венецуела, Гваделупа, Гватемала, Гвиана, Гренада, Доминика, Доминиканска република, Кайманови острови, Колумбия, Коста Рика, Куба, Кюрасао, Малки далечни острови на САЩ, Мексико, Монсерат, Никарагуа, Панама, Пуерто Рико, Саба, САЩ, Свети Мартин, Сейнт Винсент и Гренадини, Сейнт Китс и Невис, Сейнт Лусия, Сен Естатиус, Синт Мартен, Суринам, Тринидад и Тобаго, Търкс и Кайкос, Френска Гвиана, Хаити, Хондурас и Ямайка.
Обитава крайбрежията и пясъчните дъна на морета, заливи, лагуни, рифове, реки и потоци. Среща се на дълбочина от 5 до 210 m, при температура на водата от 16,8 до 26,6 °C и соленост 35,8 – 37,2 ‰.

## Описание
На дължина достигат до 1,3 m, а теглото им е максимум 23 kg.
Продължителността им на живот е около 25 години. Популацията на вида е намаляваща.